# ماشین (فیلم ۱۹۷۷)
ماشین (به انگلیسی: The Car) یک فیلم ترسناک فراطبیعی آمریکایی محصول ۱۹۷۷ به کارگردانی الیوت سیلورستاین و نویسندگی مایکل باتلر، دنیس شرایک و لین اسلیت است. در این فیلم جیمز برولین، کاتلین لوید، جان مارلی و رانی کاکس بازی می‌کنند. این فیلم داستان یک ماشین مرموز بدون سرنشین سیاه رنگ را روایت می‌کند که در یک جنایت مرگبار پیش می‌رود و ساکنان یک شهر کوچک را به وحشت می‌اندازد.
این فیلم توسط یونیورسال پیکچرز تولید و توزیع شد، و تحت تأثیر فیلم‌های متعدد جاده‌ای دهه ۱۹۷۰ از جمله دوئل (۱۹۷۱) و مسابقه مرگ ۲۰۰۰ (۱۹۷۵) قرار گرفت. در سال ۲۰۱۹، ۴۲ سال پس از فیلم اصلی، یک دنباله اسپین‌آف با نام ماشین: جاده انتقام منتشر شد و نقدهای منفی تماشاگران و منتقدان را دریافت کرد.

## بازخوردها
این فیلم توسط منتقدان با استناد به دیالوگ و بازی ضعیف مورد انتقاد قرار گرفت. این فیلم بر اساس رای ۲۰ نقد منتقد، ۳۰٪ امتیاز از طرف راتن تومیتوز دارد.